# Macas
Macas este un oraș din provincia Morona Santiago, Ecuador.